# Elise Ransonnet-Villez

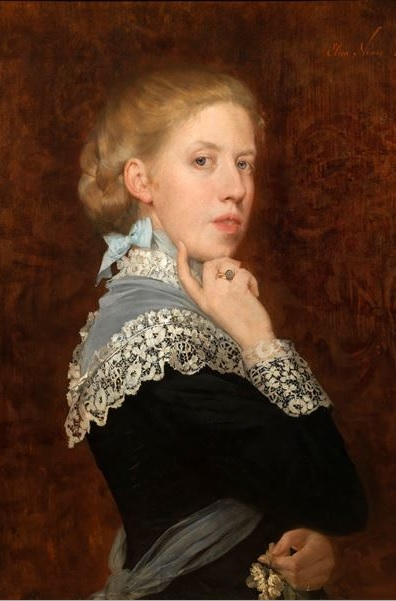
Selbstporträt

Elise Ransonnet-Villez oder Elisa Nemes-Ransonnet (* 8. Oktober 1843 in Wien; † 25. Oktober 1899 in Brixen) war eine österreichische Malerin.

## Leben
Ransonnet-Villez entstammte einer adligen französischen Familie. Sie studierte Malerei bei Franz von Lenbach und Heinrich von Angeli und Grafik bei William Unger. Ihre Werke stellte sie seit 1876 auf den Kunstausstellungen in Wien und München, aber auch international aus. Am 19. Juni 1864 heiratete sie den ungarischen Grafen Ferdinand (Nándor) Nemes von Hidvég (* November 1835, k. k. Rittmeister in der Armee), so dass sie nach Ungarn kam. Dort traf sie viele Vertreter der österreichisch-ungarischen Prominenz. 1879 malte sie das Porträt von Franz Liszt. Sie porträtierte auch u. a. die ungarischen Politiker Ferenc Deák und Albin Csáky. Neben den Porträts malte sie auch Stillleben. Ransonnet-Villez besuchte Ägypten und die Niederlande. Sie stiftete ein Stipendium für junge Künstler.
Als Elise Nemes war sie ab 1885 ordentliches Mitglied im Verein der Schriftstellerinnen und Künstlerinnen Wien.

## Werke (Auswahl)
- 1875: Baron Ransonnet und Porträt eines Mannes (Museum Budapest)
- um 1876: Innenansicht des Stephansdomes in Wien und ein Selbstporträt (Internationale Ausstellung in Philadelphia)
- Der Gebieterin Heimkehr (Jahresausstellung in Wien 1878)
- Auch eine Unterhaltung und ein weiblicher Studienkopf (1883 im Münchner Glaspalast)
- Schachpartie
- 1886: Zwei Kätzchen
- 1891: Zigeuneridyll